# Fabrice Brégier
Fabrice Brégier (* 16. Juli 1961) ist ein französischer Manager. Von Januar 2017 bis Februar 2018 war er Präsident und Chief Operating Officer (COO) von Airbus. Er gehörte dem Exekutivkomitee der  EADS an, das  Airbus Commercial Aircraft, Airbus Defence and Space und  Airbus Helicopters umfasst. Seit Oktober 2018 leitet er die französischen Aktivitäten von Palantir Technologies.

## Leben
Fabrice Brégier wurde am 16. Juli 1961 in Dijon (Côte-d'Or) geboren und ist der Sohn eines Physikprofessors und einer Hausfrau. Einer seiner Großväter war Arbeiter. Er nahm an vorbereitenden Mathe-Kursen am Gymnasium Carnot (Dijon) teil. Er ist Absolvent der École polytechnique (Abschluss 1980) und der Mines ParisTech Paris. Brégier studierte an der École Polytechnique und an der Mines ParisTech.

## Schaffen
Fabrice Brégier begann seine Karriere in der Industrie als Bergbauingenieur. 1983 erhielt er seine erste Anstellung als Ingenieur am  Atomkraftwerk Creys-Malville Superphénix. 1984 wechselte er zum französischen Aluminiumhersteller Pechiney in Japan. 1986 erhielt er eine Anstellung beim französischen Ministerium für Industrie, DRIRE, im Elsass, und ab 1989 arbeitete er beim französischen Ministerium für Landwirtschaft. Später wurde er technischer Berater des Büros des Außenministers Jean-Marie Rausch und danach zum technischen Berater des Büros des Post- und Telekommunikationsministers ernannt.
MBDA
1993 ging Brégier zum Unternehmen Matra als Leiter zweier Projekte: Apache MAW GIE (Kooperation mit DASA) und Eurodrone GIE (Kooperation mit Atlas Elektronik).
Eurocopter
Von 2003 bis 2006 war Brégier CEO von Eurocopter (heute Airbus Helicopters).
Airbus
November 2006 wurde er zum COO von Airbus (seinerzeit die Zivilflugzeugsparte der damaligen EADS) bestellt und von 2012 bis 2016 diente er als CEO dieses Bereichs. Im Zuge einer Umorganisation ist er seit 2017 COO des inzwischen als Airbus Group firmierenden Gesamtkonzerns und Präsident des Zivilflugzeuggeschäfts.
Palantir Technologies
Er wurde im September 2018 Frankreich-Chef des US-Big-Data-Analysespezialisten Palantir, dessen Großkunde u. a. Airbus ist.

## Auszeichnungen und Preise (Auswahl)
- Ritter der Ehrenlegion